# Iwona Wicha
Iwona Wicha (ur. 18 listopada 1987 w Górze Kalwarii) – sportowiec, polska biegaczka na orientację, lekkoatletka odnosząca również sukcesy w bieganiu po schodach. Z wykształcenia dietetyk. Absolwentka Szkoły Głównej Gospodarstwa Wiejskiego na Wydziale Nauk o Żywieniu Człowieka i Konsumpcji. Miłośniczka sportu, przyrody i zdrowego trybu życia.

## Życiorys
Mistrzyni Europy Juniorów w biegu sprinterskim w 2003 r. – Pezinok, Słowacja. Mistrzyni Europy Juniorów w biegu sprinterskim w 2004 r. – Salzburg, Austria. Zawodniczka złotej sztafety BnO w składzie: Agnieszka Grzelak, Weronika Machowska, Iwona Wicha, która zdobyła Mistrzostwo Europy Juniorów w 2004 r. – Salzburg, Austria. Brązowa medalistka ME w sprinterskim bieguna orientację - Czechy 2005 oraz srebrna w sztafecie z Alicja Ewiak, Natalia Najman. Multimedalistka Mistrzostw Polski w biegach na orientację. Największy sukces w towerrunningu - wicemistrzostwo Europy w bieganiu po schodach, Warszawa 2016.
Jest żołnierzem Wojska Polskiego.

## Rekordy życiowe
- Bieg na 400 metrów – 62,57 (2009 Warszawa)
- Bieg na 800 metrów – 2:16,07 (2009 Warszawa)
- Bieg na 1500 metrów – 4:40,88 (2009 Bielsko-Biała)
- Bieg na 5000 metrów – 17:50,77 (2009 Bielsko-Biała)
- Bieg na 5 kilometrów – 17:43 (2016 Wiązowna)[2]

## Osiągnięcia
| Rok  | Impreza                                  | Miejsce   | Konkurencja  | Pozycja    |
| ---- | ---------------------------------------- | --------- | ------------ | ---------- |
| 2015 | Kanton Tower                             | Guangzhou | towerrunning | 2. miejsce |
| 2016 | Mistrzostwa Europy w Biegach po schodach | Warszawa  | towerrunning | 2. miejsce |
| 2016 | SUBIDA VERTICAL GRAN HOTEL BALI          | Benidorm  | towerrunning | 1. miejsce |
| 2017 | Haruka SkyRun                            | Osaka     | towerrunning | 2. miejsce |
| 2017 | Swissotel Vertical Run                   | Singapur  | towerrunning | 2. miejsce |